# Alma (Sibiu)
Alma é uma comuna romena localizada no distrito de Sibiu, na região histórica da Transilvânia. A comuna possui uma área de 36.29 km² e sua população era de 2050 habitantes segundo o censo de 2007.